# Хицова, Людмила Николаевна
Хицова Людмила Николаевна (9 марта 1938, Губдор, Свердловская область — 5 марта 2020) — советский и российский биолог, доктор биологических наук, профессор, почётный работник высшего профессионального образования Российской Федерации. Дочь Николая Александровича Евсигнеева. Сфера научных интересов — изучение адаптаций на организменном и системном уровнях, изучение экологии паразитических организмов.

## Биография
Родилась 9 марта 1938 года в поселке Губдор Чердынского района Свердловской области (урожденная Евсигнеева).
Окончила биолого-почвенный факультет Воронежского государственного университета в 1960 году. В 1960—1962 годах — научный сотрудник заповедника «Галичья гора». С 1962 года аспирант, ассистент, старший преподаватель, доцент кафедры зоологии беспозвоночных животных. В 1967 году защитила кандидатскую диссертацию по теме «Материалы по фауне и биологии саркофагид и некоторых групп тахин (Diptera: Sarcophagidae, Tachinidae) Воронежской области». В 1998 году защитила докторскую диссертацию по теме «Биоэкологические особенности тахин (Diptera, Tachinidae) Центра Русской равнины». В 1981—1986 годах — декан биолого-почвенного факультета Воронежского государственного университета. 1985—1998 годах — заведующая кафедрой позвоночных животных. 1998—2007 годах — заведующая кафедрой теоретической и медицинской зоологии ВГУ. С 1999 года профессор кафедры теоретической и медицинской зоологии ВГУ. С 2008 года профессор кафедры зоологии и паразитологии ВГУ. Член Русского энтомологического общества и Российского паразитологического общества. Подготовила 15 кандидатов наук и 2 докторов наук.

## Награды, звания, премии
- Серебряная медаль ВДНХ (музеи России), 1995 г.
- Соросовский доцент, 1997 г.
- Ветеран труда, 1998 г.
- Почётный работник высшего образования России, 2003 г.
- Заслуженный работник высшей школы РФ.
- Почётная грамота Правительства Воронежской области, 2013 г.

## Публикации
Автор 469 научных работ, в том числе 5 монографий, 30 учебников и учебных пособий.

### Монографии
- Хицова Л. Н., Исаева Г. А . Энтомофаги вредителей леса Центрального Черноземья. — Воронеж: Изд-во Воронеж. гос. ун-та, 1986. — 120 с.
- Хицова Л. Н . Тахины: личинки и пупарии. — Воронеж, 1987. — 112 с.
- Труфанова Е. И., Хицова Л. Н . Биоэкология каллифорид Среднего Подонья. — Воронеж: Изд-во Воронеж. гос. ун-та, 2001. — 172 с.

### Статьи
- Хицова Л. Н., Голуб В. Б. Морфологические отличия яиц и молодых личинок 3 видов рода Gymnosoma (Diptera, Tachinidae) // Зоологический журнал. — 1972. — Т. 51, вып 3. — С.458-461.
- Хицова Л. Н., Винокуров Н. Н. Преимагинальные фазы некоторых тахин рода Gymnosoma (Diptera, Tachinidae), паразитирующих на клопах в Якутии // Зоологический журнал. — 1977. — Т. 61, вып. 2. — С. 310—312.
- Скуфьин К. В., Хицова Л. Н.К фауне каллифорид (Diptera, Calliphoridae) европейской части СССР // Вестник зоологии. — 1978. — Вып. 4. — С. 87-89.
- Хицова Л. Н. Новый вид рода Bellardia с Кавказа // Зоологический журнал. — 1979. — Т. 58, вып. 8. — С. 1245—1246. /
- Рихтер В. А., Хицова Л. Н. Новые данные по фауне тахин (Diptera, Tachinidae) Северного Кавказа // Энтомологическое обозрение. — 1982. — Т. 61, вып. 4. — С. 801—806.
- Хицова Л. Н. Новый вид рода Morinia (Diptera, Rhinophoridae) // Зоологический журнал. — 1983. — Т. 62, вып. 10. — С. 1588—1590.
- Гапонов С. П., Хицова Л. Н. Биология и преимагинальные стадии развития тахины Blepharipa pratensis (Diptera, Tachinidae) // Зоологический журнал. — 1995. — Т. 72, вып. 8. — С. 94-99.
- Хицова Л. Н., Негробов С. О. Экологические группы нидиколов сурчиных нор в условиях Воронежской области // Вестник ВГУ. Химия. Биология. Фармация. — 2000. — № 2. — С. 150—151.
- Хицова Л. Н. Морфофизиологические стратегии тахиноидных двукрылых в их онтогенезе // Вестник ВГУ. Химия. Биология. Фармация. — 2001. — № 1. — С. 98-106.
- Стебунова С. Ф., Хицова Л. Н. Эндо- и эписубстратные связи стебле-листовой мероконсорции Lamium maculatum L. / // Вестн. Воронеж. гос. ун-та. Сер. Химия. Биология. Фармация. — 2003. — № 2. — С. 181—186.
- Бутов Г. С., Простаков Н. И., Хицова Л. Н. Гибель земноводных и пресмыкающихся на дорогах юго-западной части Усманского бора // Вестн. Воронеж. гос. ун-та. Сер.: Химия. Биология. Фармация. — 2006. — № 1. — С. 104—108.
- Шарапова И. В., Хицова Л. Н. О структуре и функциональном значении протозойного комплекса активного ила аэротенков очистных сооружений малого года / И. В. Шарапова, // Вестник Воронежского государственного университета. Серия Химия. Биология. Фармация. — 2007. — № 2. — С. 123—128.
- Budaeva I.A., Khitsova L.N. The structure of the fauna and life cycle of black flies (Diptera: Simuliidae) in streams of the forest-steppe in Central Russia // Entomological Review. — 2010. — Т. 90. № 9. — С. 1192—1201.
- Хицова Л. Н., Силина А. Е., Мелашенко М. В. Доминантно-информационная структура донных зооценозов пойменных водоёмов в местах обитания бобра в Усманском бору // Вестник Воронежского государственного университета. Сер. Химия. Биология. Фармация. — 2010. — № 1. — С. 127—132.
- Будаева И. А., Хицова Л. Н. Оценка видового разнообразия преимагинальных стадий мошек (Diptera, Simuliidae) в водотоках Среднерусской лесостепи // Вестник Воронежского государственного университета. Сер. Химия. Биология. Фармация. −2010. — № 2. — С. 72-75.
- Дуванова И. А., Хицова Л. Н., Недосекин В. Ю., Дроздова В. Ф. Факторы изменения численности лесной мыши (Apodemus uralensis Pall.) в условиях известнякового севера Среднерусской возвышенности // Вестник Нижегородского университета им. Н. И. Лобачевского. Сер. Биология. — 2010. — № 3 (1). — С. 112—116.
- Хицова Л. Н., Молоканова Л. В. К изучению пресноводных раковинных амёб рек бассейна Верхнего Дона // Вестник Воронежского государственного университета. Сер. Химия. Биология. Фармация. — 2011. — № 1. — С. 149—154.
- Хицова Л. Н., Будаева И. А. Об эндемичных видах мошек (Diptera: Simuliidae) Северного Кавказа // Вестник Воронежского государственного университета. Сер. Химия. Биология. Фармация. — 2012. — № 2. — С. 215—219.